# Stigmatodactylus
Stigmatodactylus – rodzaj roślin z rodziny storczykowatych (Orchidaceae). Obejmuje 26 gatunków występujących w Azji Południowo-Wschodniej w takich krajach i regionach jak: Asam, Borneo, południowo-wschodnie Chiny, wschodnie Himalaje, Japonia, Jawa, Malezja Zachodnia, Nowa Kaledonia, Nowa Gwinea, Filipiny, Wyspy Salomona, Celebes, Tajwan, Tajlandia.

## Systematyka
Rodzaj sklasyfikowany do podplemienia Acianthinae w plemieniu Diurideae, podrodzina storczykowe (Orchidoideae), rodzina storczykowate (Orchidaceae), rząd szparagowce (Asparagales) w obrębie roślin jednoliściennych.
Wykaz gatunków
- Stigmatodactylus aegeridantennatus (N.Hallé) M.A.Clem. & D.L.Jones
- Stigmatodactylus aquamarinus A.S.Rob. & Gironella
- Stigmatodactylus bracteatus (Rendle) M.A.Clem. & D.L.Jones
- Stigmatodactylus celebicus Schltr.
- Stigmatodactylus confusus (Guillaumin) M.A.Clem. & D.L.Jones
- Stigmatodactylus corniculatus (Rendle) M.A.Clem. & D.L.Jones
- Stigmatodactylus croftianus (Kores) Kores
- Stigmatodactylus cymbalariifolius (F.Muell. & Kraenzl.) M.A.Clem. & D.L.Jones
- Stigmatodactylus dalagangpalawanicum A.S.Rob.
- Stigmatodactylus elegans (Rchb.f.) M.A.Clem. & D.L.Jones
- Stigmatodactylus gibbsiae (Kores) Kores
- Stigmatodactylus grandiflorus (Schltr.) M.A.Clem. & D.L.Jones
- Stigmatodactylus halleanus (Kores) M.A.Clem. & D.L.Jones
- Stigmatodactylus heptadactylus (Kraenzl.) M.A.Clem. & D.L.Jones
- Stigmatodactylus javanicus Schltr. & J.J.Sm.
- Stigmatodactylus lamrii (J.J.Wood & C.L.Chan) D.L.Jones & M.A.Clem.
- Stigmatodactylus macroglossus (Schltr.) M.A.Clem. & D.L.Jones
- Stigmatodactylus oxyglossus (Schltr.) M.A.Clem. & D.L.Jones
- Stigmatodactylus paradoxus (Prain) Schltr.
- Stigmatodactylus richardianus P.T.Ong
- Stigmatodactylus serratus (Deori) A.N.Rao
- Stigmatodactylus sikokianus Maxim. ex Makino
- Stigmatodactylus tenuilabris (Schltr.) M.A.Clem. & D.L.Jones
- Stigmatodactylus variegatus (Kores) Kores
- Stigmatodactylus veillonis (N.Hallé) M.A.Clem. & D.L.Jones
- Stigmatodactylus vulcanicus (Schodde) Maek.